# Kõõru (Meremäe)
Kõõru – wieś w Estonii, w prowincji Võru, w gminie Meremäe.